# Xylobium serratum
Xylobium serratum är en orkidéart som beskrevs av David Edward Bennett och Eric Alston Christenson. Xylobium serratum ingår i släktet Xylobium och familjen orkidéer.
Artens utbredningsområde är Peru. Inga underarter finns listade i Catalogue of Life.